# Maria Desmet-Delrue
Maria Desmet-Delrue, née le 25 mai 1898 à Courtrai et morte le 24 août 1982 à Kortessem, est une femme politique socialiste belge. Elle est une des premières sénatrices du pays.      

## Biographie
Maria Desmet est née à Courtrai le 25 mai 1898. Ses parents, Gustaaf et Maria Desmet, vivent dans la Slachthuisstraat dans le quartier ouvrier Veermarkt, berceau du socialisme local. Sa mère y tient le café De Maenevlieger et son père est un ouvrier textile. Gustaaf Desmet est engagé en politique et participe à la création de la branche locale du Parti ouvrier belge (POB). Maria Desmet l'accompagne dès son plus jeune âge pour distribuer des tracts ou chanter dans les cafés du marché afin de collecter des fonds.
Maria Desmet rejoint le mouvement Socialistische Volkskinderen (Enfants du peuple socialiste) et fait partie du Kunst Veredelt, association de théâtre socialiste. 
À partir de 1910, elle est brodeuse à domicile. À l'âge de 14 ans, elle commence à travailler dans une filature textile et s'engage dans la défense des droits des ouvriers. En 1913, lors d'une grève générale, elle frappe un gendarme et est brièvement arrêtée.
Après la Première Guerre mondiale, elle entre au conseil d'administration de la section de Courtrai du Parti ouvrier belge et participe au rétablissement du mouvement des femmes socialistes et, en 1921, en succède à la présidence à Maria Egels.
En juillet 1920, elle épouse Alfons Delrue et ils deviennent les concierges de la coopérative socialiste. Leur fille Cecilia naît en 1923 et leur fils en 1933. En 1923, ils emménagent dans la toute nouvelle maison du peuple socialiste de la Slachthuisstraat. Le Feestpaleis comprend un café, une salle de fête, un cinéma, une boulangerie et des écuries. Au bout de huit ans de travail intensif, Maria Desmet tombe malade d'épuisement et le couple abandonne ses fonctions. Elle devient femme au foyer tandis que son mari travaille comme représentant commercial dans l'atelier de chapellerie de son beau-frère. L'atelier est une entreprise familiale qui emploie également les deux frères et la sœur de Maria Desmet.  

## Engagement social
Maria Desmet est une des fondatrices de Werk voor Kindervakanties (Œuvre pour les vacances des enfants) créé en 1928 au sein de la section de Courtrai des Femmes socialistes (ensuite Socialistische Vooruitziende Vrouwen Femmes prévoyantes socialistes, SVV). Pendant trente ans, elle est présidente locale et présidente provinciale du SVV et présidente du centre de vacances pour enfants, Kindervreugde. En 1946, elle devient présidente du Conseil d'administration de la coopérative de Courtrai Volksrecht.

## Engagement politique
Maria Desmet participe aux élections communales de Courtrai pour la première fois en 1926. Ce sont les deuxièmes élections communales pour lesquelles les femmes ont le droit, à la fois, de voter et d'être élues. Elle obtient la septième place sur 23 candidats et est élue comme suppléante. Elle succède à Jozef Derijckere lorsqu'il décède et entre au conseil communal en février 1932.  
Elle est réélue aux élections d'octobre 1932 et reste conseillère communale jusqu'à la fin de 1964. De 1936 à 1971, elle est également membre du Centre public d'action sociale (CPAS). Elle est particulièrement engagée dans le sort des enfants abandonnés et des patients psychiatriques.
En juin 1936, elle succède au Conseil provincial à Joseph Clays, élu sénateur. Aux élections de 1954, elle est à la tête du parti socialiste pour les élections communales et réélue. Elle est membre des comités provinciaux de la sécurité sociale, de la pêche maritime et du logement. 
Elle démissionne de ce poste au début de février 1961 pour succéder comme sénatrice à Detaevernier. Ce mandat est de très courte durée car, moins d'un mois plus tard, le gouvernement tombe et de nouvelles élections sont organisées. Le Congrès du Parti socialiste propose alors un candidat masculin à sa place. 
Elle quitte la politique en 1965 et décède le 24 août 1982. Sa fille Cecilia Delrue suit les traces de sa mère en politique et est élue au conseil communal de Courtrai de 1971 à 1989. Son arrière petit-fils Conner Rousseau, est le président du sp.a, le parti socialiste flamand depuis 2019. 

## Hommages
- Chevalier de l'ordre de Léopold

Après vingt-cinq ans au conseil municipal de Courtrai, elle est faite chevalier de l'Ordre de Léopold en 1957.
Une place de Courtrai porte le nom de Maria Desmet